# Урушадзе Рамаз Павлович
Рамаз Павлович Урушадзе (груз. რამაზ პერუზის ძე ურუშაძე, рос. Рамаз Павлович Урушадзе, нар. 17 липня 1939, Ланчхуті — пом. 7 березня 2012) — радянський футболіст, що грав на позиції воротаря.
Дід кінорежисерки Ани Урушадзе та батько кінорежисера Зази Урушадзе, автора відомого фільму про російське вторгнення в Грузію 1990 «Мандарини». 

## Біографія
У дорослому футболі дебютував 1960 року виступами за команду клубу «Динамо» (Тбілісі), в якій провів один сезон. 
Протягом 1961—1964 років захищав кольори команди клубу «Торпедо» (Кутаїсі).
1965 року повернувся до клубу «Динамо» (Тбілісі), за який відіграв сім сезонів. Більшість часу, проведеного у складі тбіліського «Динамо», був основним голкіпером команди. Завершив кар'єру футболіста виступами за команду «Динамо» (Тбілісі) у 1971 році.
З 1977 року працював тренером у футбольній школі тбіліського «Динамо». Помер 7 березня 2012 року на 73-му році життя.

## Виступи за збірну
1963 року дебютував в офіційних матчах у складі національної збірної СРСР грою проти збірної Італії. Наступного року провів ще одну гру за національну команду, після чого в офіційних матчах радянсткої збірної на поле не виходив.
У складі збірної був учасником чемпіонату Європи 1964 року в Іспанії, де збірна СРСР здобула «срібло». В рамках турніру був дублером беззаперечного основного голкіпера національної команди Льва Яшина.
| № | Дата       | Місце проведення | Господарі | Рахунок | Гості   |
| - | ---------- | ---------------- | --------- | ------- | ------- |
| 1 | 13.10.1963 | Москва           | СРСР      | 2 : 0   | Італія  |
| 2 | 20.05.1964 | Москва           | СРСР      | 1 : 0   | Уругвай |

## Титули і досягнення
- Віце-чемпіон Європи: 1964